# CIE-9-MC
CIE-9-MC es un acrónimo de Clasificación Internacional de Enfermedades, Novena Revisión, Modificación Clínica. Se trata de una clasificación de enfermedades y procedimientos utilizada en la codificación de información clínica derivada de la asistencia sanitaria, principalmente en el entorno de hospitales y centros de atención médica especializada. 

## Origen
La CIE-9-MC es la traducción oficial de ICD-9-CM (International Classification of Diseases, Ninth Revision, Clinical Modification) que a su vez es una adaptación de la ICD-9 (International Classification of Diseases, Ninth Revision) . La ICD-9-CM fue creada para facilitar la codificación de morbimortalidad en los hospitales. 

## Contenido
La CIE-9-MC incluye los siguientes apartados: 
- Material Preliminar
- I. Índice Alfabético de Enfermedades
- Índice Enfermedades
- Tabla Fármacos y Químicos
- Índice Causas Externas
- II. Lista Tabular de Enfermedades
- Clasificación de Enfermedades
- Clasificaciones suplementarias
- Códigos V
- Códigos E
- III. Índice Alfabético de Procedimientos
- IV. Lista Tabular de Procedimientos
- V. Apéndices
- Códigos M
- Subdivisiones E de 4º dígito

## Normativa
Para utilizar la CIE-9-MC es imprescindible conocer y aplicar la normativa de codificación vigente, publicada por las organizaciones responsables de los registros clínicoasistenciales. 
En España, el Ministerio de Sanidad, Servicios Sociales e Igualdad y las Consejerías de Sanidad de varias comunidades autónomas publican regularmente normas de indexación y codificación para el Conjunto Mínimo Básico de Datos (CMBD) de los centros asistenciales.

## Acceso electrónico
La edición electrónica de la CIE-9-MC 8.ª edición (válida para las altas de 2012 y 2013) se puede encontrar en el portal del Ministerio de Sanidad, Servicios Sociales e Igualdad de España bajo la denominación eCIEmaps. 
La aplicación de consulta  combina los recursos de terminología y clasificación de CIE-9-MC y CIE-10. Desde 2014 eCIEmaps incorpora el borrador de la primera edición de la CIE10ES, que corresponde a la traducción al castellano de las clasificaciones ICD10CM e ICD10PCS, publicadas por el National Health Statistics Center y Centers for Medicare and Medicaid Service, para diagnósticos y procedimientos, respectivamente. La traducción ha sido realizada por el Ministerio de Sanidad, Servicios Sociales e Igualddad y validada en colaboración de las comunidades autónomas a través de la Unidad Técnica de la CIE-10-ES y con la participación de clínicos y expertos de 17 Sociedades Científicas. La CIE-10-ES sustituirá a la CIE-9- MC como clasificación de referencia para la codificación clínica en España a partir de enero de 2016 por acuerdo del Consejo Interterritorial del 21 de marzo de 2013.